# Dicranomyia (Dicranomyia) croceiapicalis
Dicranomyia (Dicranomyia) croceiapicalis is een tweevleugelige uit de familie steltmuggen (Limoniidae). De soort komt voor in het Neotropisch gebied.